# フィリップ・ノイス
フィリップ・ノイス（Phillip Noyce、1950年4月29日 - ）は、オーストラリアの映画監督・プロデューサー。

## 略歴
ニューサウスウェールズ州グリフィス出身。
18歳から友達を出演者に短編映画を撮りはじめ、オーストラリアの映画学校で学ぶ。1977年に映画『Backroads』で監督デビュー。

## 監督作品
- ニュース・フロント/時代を撮り続けた男たち Newsfront （1978年、豪、日本劇場未公開、兼脚本）
- 大脱走!カウラ日本兵捕虜収容所 Cowra Breakout （1984年、テレビ映画、豪、兼脚本、クリス・ヌーナンと共同監督）
- ラスト・ジゴロ Shadows of Peacock （1987年、豪）
- デッド・カーム/戦慄の航海 Dead Calm （1988年、豪米、日本劇場未公開）
- ブラインド・フューリー Blind Fury （1989年、米）
- パトリオット・ゲーム Patriot Games （1992年、米）
- 硝子の塔 Sliver （1993年、米）
- 今そこにある危機 Clear and Present Danger （1994年、米）
- セイント The Saint （1997年、米）
- ボーン・コレクター The Bone Collector （1999年、米）
- 愛の落日 The Quiet American （2002年、米独豪）
- 裸足の1500マイル Rabbit Proof Fence （2002年、豪、兼製作）
- トゥルー・コーリング Tru Calling （2003年 - 2005年、テレビシリーズ、米、製作総指揮）
- 輝く夜明けに向かって Catch a Fire （2006年）
- ソルト Salt （2010年）
- ギヴァー 記憶を注ぐ者 The Giver （2014年）
- エージェント・スミス Above Suspicion (2019年)
- What/If 選択の連鎖 What/If (2019年) テレビシリーズ
- デスパレート・ラン The Desperate Hour （2021年）
- サイレンサー Fast Charlie （2023年）